# Jens Knippschild
Jens Knippschild (Bad Arolsen, 15 februari 1975) is een voormalig Duitse tennisspeler. Knippschild was tussen 1992 en 2004 actief in het professionele tenniscircuit en won in zijn carrière twee ATP-toernooien in het herendubbelspel.

## Palmares

#### Enkelspel
| Legenda                       | Legenda               |
| ----------------------------- | --------------------- |
| Grand Slam                    |                       |
| Olympische Spelen             |                       |
| tot 2009                      | vanaf 2009            |
| Tennis Masters Cup            | ATP Finals            |
| ATP Masters Series            | ATP Tour Masters 1000 |
| ATP International Series Gold | ATP Tour 500          |
| ATP International Series      | ATP Tour 250          |

| Nr.              | Datum        | Toernooi    | Ondergrond | Tegenstander in finale | Score       | Details |
| ---------------- | ------------ | ----------- | ---------- | ---------------------- | ----------- | ------- |
| Verloren finales |              |             |            |                        |             |         |
| 1.               | 16 juli 2000 | ATP Newport | Gras       | Peter Wessels          | 6-7(3), 3-6 | Details |

### Dubbelspel
| Nr.                           | Datum             | Toernooi      | Ondergrond | Partner         | Tegenstanders in finale                 | Score               | Details |
| ----------------------------- | ----------------- | ------------- | ---------- | --------------- | --------------------------------------- | ------------------- | ------- |
| Gewonnen finales heren dubbel |                   |               |            |                 |                                         |                     |         |
| 1.                            | 15 juli 2001      | ATP Båstad    | Gravel     | Karsten Braasch | Simon Aspelin Andrew Kratzmann          | 7–6(3), 4–6, 7–6(5) | Details |
| 2.                            | 15 september 2002 | ATP Boekarest | Gravel     | Peter Nyborg    | Emilio Benfele Álvarez Andrés Schneiter | 6-3 6-3             | Details |
| Verloren finales heren dubbel |                   |               |            |                 |                                         |                     |         |
| 1.                            | 4 mei 1997        | ATP München   | Gravel     | Karsten Braasch | Pablo Albano Àlex Corretja              | 6-3, 5-7, 2-6       | Details |

## Prestatietabel
| Legenda | Legenda                          |
| ------- | -------------------------------- |
| g.t.    | geen toernooi gehouden           |
| l.c.    | lagere categorie                 |
| –       | niet deelgenomen                 |
| G       | uitgeschakeld in de groepsfase   |
| 1R      | uitgeschakeld in de eerste ronde |
| 2R      | uitgeschakeld in de tweede ronde |
| 3R      | uitgeschakeld in de derde ronde  |
| 4R      | uitgeschakeld in de vierde ronde |
| KF      | uitgeschakeld in de kwartfinale  |
| HF      | uitgeschakeld in de halve finale |
| F       | de finale verloren               |
| W       | het toernooi gewonnen            |
| w-v     | winst/verlies-balans             |

### Prestatietabel grand slam, enkelspel
| Toernooi        | 1997 | 1998 | 1999 | 2000 | 2001 | 2002 |
| --------------- | ---- | ---- | ---- | ---- | ---- | ---- |
| Australian Open | 3R   | 1R   | 2R   | 1R   | 1R   | –    |
| Roland Garros   | 2R   | 4R   | 2R   | –    | 2R   | 2R   |
| Wimbledon       | 2R   | 1R   | 3R   | –    | 1R   | –    |
| US Open         | 3R   | –    | 1R   | 2R   | –    | –    |

### Prestatietabel grand slam, dubbelspel
| Toernooi        | 1997 | 1998 | 1999 | 2000 | 2001 | 2002 |
| --------------- | ---- | ---- | ---- | ---- | ---- | ---- |
| Australian Open | 1R   | 1R   | 1R   | –    | 3R   | –    |
| Roland Garros   | KF   | 3R   | –    | –    | 2R   | 1R   |
| Wimbledon       | 3R   | 2R   | –    | –    | 1R   | –    |
| US Open         | 2R   | –    | –    | 3R   | –    | –    |